# 犒赏系统
犒赏系统（英語：reward system）是一组神经结构，旨在维护动机显著性（也就是动机、需求、喜好等）、联想学习（主要依靠增强和古典制約）和正面情感（尤其是以愉悦感为核心的情感）。犒赏通常是极具诱惑的刺激，能够引导出满足欲望的行为。
主要犒赏（primary reward）是那些对于个人与其子嗣生存十分必要的犒赏，包括有助于维持稳态（如食物）、錢財的犒赏。内在犒赏（intrinsic rewards）则因其本身即可带来愉悦感，而是一种无条件的犒赏。外在犒赏（extrinsic rewards，如钱财）则是有条件的犒赏——其本身并不能为人直接带来愉悦感，但却吸引、激励着人们。通过习得联系，外在犒赏会逐渐与内在犒赏建立起联系。
大多数动物物种的生存取决于最大限度地与有益刺激的接触和最小限度地与有害刺激的接触。奖赏认知的作用是通过引起联想学习，引起接近和消费行为，并引发积极的情感，从而增加生存和繁殖的可能性。 因此，奖赏是一种机制，它的进化有助于增加动物的适应性。